# 4月27日
4月27日是公历一年中的第117天（闰年第118天），离全年的结束还有248天。

## 大事记

### 20世紀以前
- 630年：沙赫爾巴拉茲從阿爾達希爾三世手中篡奪薩珊帝國的王位，但自己在六週後被殺。
- 1521年：菲律宾部落酋长拉普拉普在麦克坦岛战役中杀死葡萄牙探险家斐迪南·麦哲伦。
- 1522年：比克卡会战，神圣罗马帝国军队重创以瑞士雇佣兵为主的法国军队。
- 1526年：莫卧儿帝国诞生。
- 1565年：西班牙殖民者米格尔·洛佩斯·德莱加斯皮率领的军队在宿霧登陆，建立在菲律宾的首个殖民地。
- 1667年：英国诗人约翰·米尔顿将其作品《失乐园》著作权以10英镑的价格卖给出版商。
- 1749年：英國德裔音樂家韓德爾的作品《皇家煙火》在倫敦的煙火典禮上首次正式公演。
- 1810年：德国作曲家路德维希·范·贝多芬创作a小调回旋曲《给爱丽丝》，但未公开发表。
- 1813年：美国攻陷安大略首府多倫多。

### 20世紀
- 1908年：1908年夏季奥林匹克运动会在伦敦开幕。
- 1909年：青年土耳其黨人發動革命推翻鄂圖曼帝國最後一位實權蘇丹阿卜杜勒-哈米德二世，並且另立穆罕默德五世為下任蘇丹。
- 1911年：中国同盟会在黄兴的率领下于广州发动黄花岗起义，攻打清朝政府两广总督衙门。
- 1951年：镇压反革命运动：上海一举逮捕8359人，此后每隔数日即枪决一批，少则20-30人，多则近300人，到11月初，半年时间就已处决到将近2000人。
- 1960年：西非國家多哥獨立。
- 1961年：西非国家塞拉利昂独立。
- 1978年：努尔·穆罕默德·塔拉基发动军事政变（四月革命），击毙阿富汗共和国总统穆罕默德·達烏德汗，夺取政权。
- 1989年：北京大学生举行抗议四二六社论的徒步环北京城游行，又称427大游行。
- 1992年：由塞尔维亚和黑山组成的南斯拉夫联邦共和国宣告成立，标志南斯拉夫社会主义联邦共和国正式解体。
- 1993年：辜汪會談在新加坡举行。
- 1994年：由纳尔逊·曼德拉领导的非洲民族议会在南非首次普遍选举中取得压倒性胜利。
- 1997年：橫跨香港青衣島和馬灣，連接大嶼山赤鱲角，全球最長的公路鐵路雙用懸索吊橋—青馬大橋落成。

### 21世紀
- 2005年：由空中巴士研發的空中巴士A380在法國土魯斯成功試飛，為全球體積最大的客機。
- 2006年：在美國世界貿易中心因為襲擊事件倒塌後，世界貿易中心一號大樓運用紐約原址開始興建。
- 2009年：美国艾奥瓦州成为全美第三个将同性婚姻合法化的州份。
- 2009年：三星电子发布三星Galaxy系列的第一代手机三星Galaxy i7500。
- 2018年：朝鮮民主主義人民共和國國務委員會委員長金正恩與大韓民國總統文在寅在板門店大韓民國一方的和平之家舉行第三次南北韓高峰會，是韓戰後北韓最高領導人首次踏足南韓土地。
- 2025年：第43届香港電影金像獎，《九龍城之圍城》獲最大獎項。最佳電影：《九龍城之圍城》、最佳導演：鄭保瑞《九龍城之圍城》、最佳男主角：劉青雲《爸爸》、最佳女主角：衛詩雅《破·地獄》、最佳男配角：朱柏康《破·地獄》和最佳女配角：谷祖林《爸爸》。

## 出生
- 1755年：馬克-安托萬·帕塞瓦爾，法國數學家。（1836年逝世）
- 1758年：夏爾·迪蒙·德聖克魯瓦，法國動物學家。（1830年逝世）
- 1759年：瑪麗·沃斯通克拉夫特，英國作家、哲學家、女性主義者。（1797年逝世）
- 1791年：萨缪尔·摩尔斯，美国发明家，电报的发明者。（1872年逝世）
- 1822年：尤利西斯·格蘭特，美國軍官、政治家，第18任美國總統。（1885年逝世）
- 1837年：保羅·哥爾丹，德國數學家。（1912年逝世）
- 1848年：鄂圖，巴伐利亞國王。（1916年逝世）
- 1856年：清穆宗爱新觉罗载淳，大清皇帝。（1874年逝世）
- 1873年：羅伯特·維內，德國電影導演。（1938年逝世）
- 1894年：林漢河，新加坡醫生、政治家。（1983年逝世）
- 1896年：華萊士·卡羅瑟斯，美國化學家，尼龍和氯丁橡膠的發明者。（1937年逝世）
- 1907年：阿米爾·謝里夫丁，印尼政治人物，第2任印尼總理。（1948年逝世）
- 1909年：吉列尔莫·莱昂·巴伦西亚，哥倫比亞政治人物、外交官，第21任哥倫比亞總統。（1971年逝世）
- 1910年：拉涅里·馬茲利，巴西政治人物，第23、25任巴西總統。（1975年逝世）
- 1910年：蒋經國，中華民國第六、七任總統，中國國民黨主席。（1988年逝世）
- 1922年：沈其韓，中國地質學家。（2022年逝世）
- 1927年：科丽塔·斯科特·金，美國民权活动家。
- 1931年：矢田稔，日本男性聲優、演員。
- 1932年：阿努克·艾梅，法國女演員。（2024年逝世）
- 1934年：三城滿禧，日本語言學家、德語學家。
- 1941年：法圖拉·居連，土耳其穆斯林學者。（2024年逝世）
- 1942年：瓦列里·波利亞科夫，俄羅斯太空人。（2022年逝世）
- 1944年：佩里格林·卡文迪許，英國貴族，第十二代德文郡公爵。
- 1947年：劉健儀，香港政界人物。
- 1935年：泰奧·安哲羅普洛斯，希臘電影導演。（2012年逝世）
- 1939年：若昂·貝爾納多·維埃拉，幾內亞比索政治人物，曾任幾內亞比索總統與幾內亞比索總理。（2009年逝世）
- 1952年：伊東愛子，日本漫畫家，後24年組之一。
- 1952年：喬治·格温，美國籃球運動員。
- 1954年：弗蘭克·姆拜尼馬拉馬，斐济政治人物，第9任斐濟總理。
- 1955年：艾瑞克·施密特，美國企業家、軟體工程師，前任Google執行長。
- 1962年：愛德華·莫澤，挪威心理學家、神經科學家，2014年諾貝爾生理學或醫學獎得主。
- 1963年：藍潔瑛，香港演員。（2018年逝世）
- 1963年：羅素·T·戴維斯，英國電視製作人、編劇。
- 1964年：成東鎰，韓國男演員。
- 1965年：西原久美子，日本女性聲優。
- 1965年：陳鳳馨，台灣媒體人、主持人。
- 1966年：冨樫義博，日本漫畫家，代表作《幽遊白書》、《HUNTER×HUNTER》。
- 1966年：麥特·李維斯，美國男導演、編剧、监制。
- 1967年：威廉-亞歷山大，荷兰國王。
- 1969年：李翊君，台灣女歌手。
- 1969年：柯瑞·布克，美國政治人物，現任紐澤西州聯邦參議員。
- 1970年：伊曼紐爾·坎德斯，法國統計學家。
- 1972年：寧靜，中國女演員。
- 1973年：許晉哲，台灣籃球運動員。
- 1976年：江振誠，台灣廚師。
- 1977年：潘文俊，香港足球運動員。
- 1978年：望月久代，日本女性聲優。
- 1984年：派崔克·史坦普，美國樂手。
- 1984年：法比安·吉洛，法國男子游泳運動員。
- 1986年：孟慶而，台灣女藝人。
- 1987年：鈴木杏，日本女性聲優、演員。
- 1987年：王霏霏，韓國女子偶像團體Miss A成員。
- 1988年：麗珠，美國女歌手、饒舌歌手、演員。
- 1989年：瑪莎·亨特，美國女性模特兒。
- 1991年：拉拉·古特-貝赫拉米，瑞士女子高山滑雪運動員。
- 1994年：蔡嘉欣，香港女藝人。
- 1995年：林妤臻，台灣女藝人。
- 1995年：妮琳·吉爾，英國女性模特兒。
- 1996年：羅寒月，中國女子偶像團體GNZ48成員。
- 1997年：鄭博宇，臺灣男子田徑運動員。
- 1998年：吳詩儀，臺灣女子拳擊運動員。
- 1998年：阿巴西，塞內加爾裔臺灣男子籃球運動員。
- 1998年：新條由芽，日本演员、写真偶像。
- 1999年：松田好花，日本女子偶像團體日向坂46成員。
- 2000年：BE'O，韓國男歌手。
- 2005年：馬蒂斯·特爾，法國職業足球運動員。

## 逝世
- 630年：阿爾達希爾三世，薩珊王朝國王。（621年出生）
- 1521年：斐迪南·麥哲倫，葡萄牙探險家。（1480年出生）
- 1599年：前田利家，日本戰國時代武將。（1539年出生）
- 1605年：教宗良十一世，羅馬主教。（1535年出生）
- 1902年：朱利葉斯·斯特林·莫頓，美國農業部長，美國植樹節創辦者。（1832年出生）
- 1915年：亚历山大·斯克里亚宾，俄国作曲家、钢琴家。（1872年出生）
- 1972年：克瓦米·恩克魯瑪，迦納政治人物，首任迦納總統。（1909年出生）
- 1986年：約瑟夫·艾倫·海尼克，美國天文學家、幽浮學家。（1910年出生）
- 1992年：奥利維埃·梅西安，法國作曲家、風琴家、鳥類學家。（1908年出生）
- 2002年：羅絲·韓德勒，美國商人、發明家，美泰兒聯合創始人，芭比娃娃發明者。（1916年出生）
- 2007年：姆斯季斯拉夫·罗斯特罗波维奇，俄罗斯大提琴演奏家、指揮家。（1927年出生）
- 2017年：佐田之山晉松，日本相撲力士，第50代橫綱。（1938年出生）
- 2017年：林奕含，臺灣女作家。（1991年出生）
- 2022年：曾江，香港男演員。（1934年出生）
- 2022年：歐陽乃沾，香港畫家。（1931年出生）
- 2023年：杰里·斯普林格，美國談話節目主持人。（1944年出生）
- 2025年：陳全忠，中國陳氏太極拳家。（1925年出生）[1]
- 2025年：史丹·洛夫，美國職業籃球運動員。（1949年出生）

## 节假日和习俗
- 世界貘日[2]
- 世界設計日[3]
- 荷蘭：國王日
- 南非：自由日
- 多哥：獨立日
- ：獨立日
- 菲律賓：拉普拉普日